# Meseta de Tagant

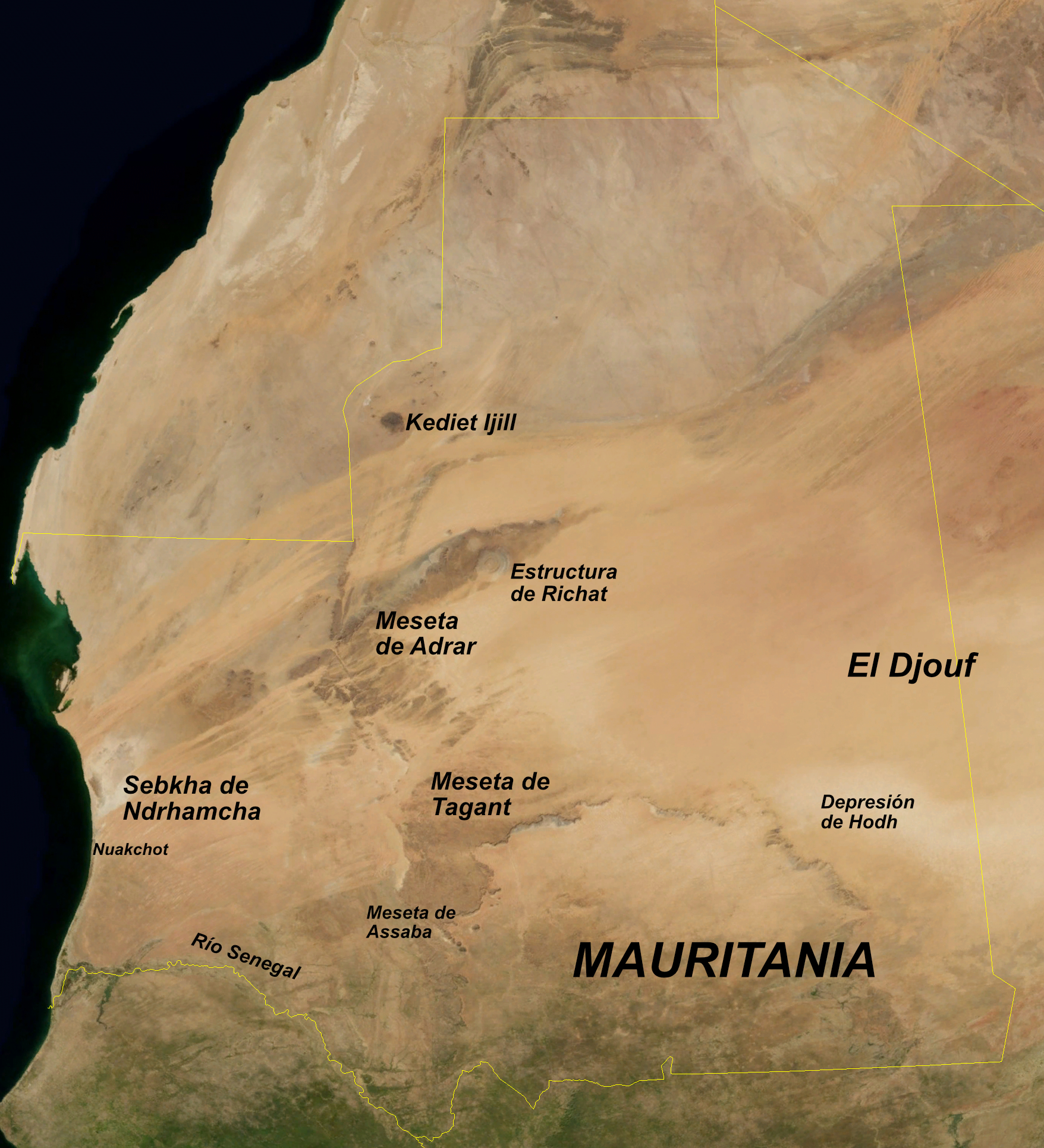
Vista aérea de Mauritania. La meseta de Tagant se aprecia en el centro-sur.

La meseta de Tagant se encuentra en Mauritania, en el centro-sur del país, en la provincia de Wilaya, en la región de Tagant. Se trata de un zócalo precámbrico de unos 20.000 km², habitado por unas 80-100.000 personas, de las que más de la mitad viven en sus tres ciudades: Tidjikja, la capital, Tichit y Moudjería. Forma parte de una cadena de escarpes montañosos que separan el desierto de Sahara de la cuenca del río Senegal y del océano Atlántico. Bordea por el sur la región de El Djouf, en el desierto del Sahara.
La meseta, elevada hacia el norte, forma una serie de cuencas que drenan en esa misma dirección, en el lago Gabou. En época de lluvias, se forman una serie de balsas (gueltas) al pie de las montañas, lagunas (tamourts) y oasis que contrastan con el árido pedregal del desierto.
El clima es árido y caluroso, con los meses más cálidos en mayo-julio, y lluvias entre junio y octubre, con un máximo en el mes de agosto en torno a los 40 mm y unos 110-150 mm de media anual.
Al sudoeste se encuentra la meseta de Assaba, continuación de la meseta de Tagant.

## Medio ambiente
Situada entre el Sahara y el Sahel, la meseta ofrece una gran diversidad de vegetación. El conjunto es una estepa saheliana por su altitud, incrustada en el Sahara, con arbustos como datilero del desierto, Boscia senegalensis, Commiphora africana, Maerua crassifolia, Leptadenia pyrotecnica, Capparis decidua y la gramínea Panicum turgidum.  Junto a las lagunas permanentes, en las que crecen juncos, carrizos y nenúfares, destaca la presencia de acacias niloticas. En los oasis se han plantado palmeras datileras y palmeras dum.
En las zonas más degradadas por el exceso de pastoreo crece un arbolillo llamado manzana de Sodoma. En las zonas donde hay dunas móviles o ergs se han plantado acacias. En los regs, desiertos e piedra muy extendidos, hay algunas acacias y datileros. La sabana aparece al sur de la meseta, con matorrales y datileros, y la hierba Panicum turgidum. En el extremo sur aparecen los baobabs, que se encuentran en su hábitat más septentrional, y la rosa de invierno.
Cerca de las lagunas se concentra una gran cantidad de aves (patos, cigüeñas y zancudas de origen  europeo, entre otras), en las orillas hay lagartos agámidos, hiracoideos y gundis. Hay algunos animales domésticos asilvestrados (camellos, cebúes) y unas pocas gacelas y facoceros amenazados por la caza, son raros los leopardos y las hienas y desaparecieron hace tiempo los leones y los elefantes. 
La zona es candidata a sitio Ramsar, no solo por las aves sino por la presencia del cocodrilo enano (2,5 m) que se extiende por una veintena de humedales del Sahel. En las lagunas permanentes permanecen activos todo el año, pero en las que se secan se entierran en el fango durante la época seca.
El cocodrilo se había dado por extinguido a finales de los años 1990, pero en 1993 se redescubrieron en cinco charcas sobre fondo rocoso conocidas como gueltas. Actualmente existen en Tagant, Assaba y la depresión de los Hodh.

## Arqueología
La meseta de Tagant era una ruta de caravanas antiguamente, como muestra el pueblo abandonado de Ksar El Barka. Entre las pinturas rupestres, las más antiguas de las cuales son de 8000-6000 a. C., destacan las de Agneitir Dalma, la cueva Leila, Achadim y Tin Ouadin.